# Ел Баха (провинција)
Ел Баха (арап. عسير) је провинција на југозападу Саудијске Арабије. Главни град провинције је Ел Баха. Ел Баха има 411.888 становника и површину од 9.921 km². Густина насељености је 42 по квадратном километру.
Покрајина Ел Баха има седам дистрикта. Највећи градови су: Ел Баха, Балгорасхи, Алмандак, Алмикхвах и Алакеек. Ел Баха је позната по традиционалној пијаци, која постоји од давнина. Отвара се око 5 сати и по локалном времену, након молитве. Затвара се око 12:00. Људи долазе из разних крајева да купе и продају ручно израђену робу.
Највећи град Ел Баха, који се зове као и покрајина, налази се на северозападу покрајине. Крајолик покрајине чине планине, пустиње, брежуљци и долине. Покрајина се налази на подручју планинског ланца Хеџаз.